# Asociace fanoušků science fiction
Asociace fanoušků science fiction (AFSF) byla původně společenská organizace (spolek) založená roku 1990. Knihy tento spolek vydával již od roku 1991, na nakladatelství literatury science fiction a fantasy s právní formou společnosti s ručením omezeným se změnil roku 1993. Poslední titul vyšel v tomto nakladatelství roku 1999. Roku 2008 se nakladatelství ocitlo v likvidaci.

## Založení
AFSF byla založena 16. března 1990 v Praze 2 s cílem sdružit jednotlivé fany, nikoli kluby. Byla registrována u Statistického úřadu jako společenská organizace (IČO 00537497). Organizace měla být protiváhou Československého fandomu, sdružujícího kluby. Rychle se přetvořila na knižní vydavatelství se sídlem v Praze 6, jeho redakce ale také existovala v Praze 1, resp. v Praze 2. Nakladatelství bylo podle obchodního rejstříku založeno Jaroslavem Olšou, jr. (jedním ze zakladatelů časopisu Ikarie) a Alexem André (pod pseudonymem Alexandre Hlinka).

## Charakteristika produkce
V 90. letech patřilo AFSF k významným nakladatelům science fiction a fantasy v České republice. V letech 1991–1999 v něm vyšlo 33 knih a 18 tzv. gamebooků (herních knih). Nešlo pouze o komerčně zajímavé tituly, ale také o tituly významné z pohledu vývoje či pochopení těchto literárních žánrů. V nakladatelství také vycházely antologie povídek z celého světa. Jednou z hlavních částí programu AFSF byly také gamebooky z pera Joe Devera. V nakladatelství také vyšel ve dvou dílech kompletní soubor povídek o Conanovi od Roberta E. Howarda. Roku 1995 v něm ve spolupráci s nakladatelstvím H&H vyšla významná teoretická práce Encyklopedie literatury science fiction, kterou s kolektivem autorů sestavili Ondřej Neff a Jaroslav Olša, jr.

## Vydané knihy (chronologicky)
- 1991
  - Robert E. Howard: Conan barbar.
- 1992
  - Spider a Jeanne Robinsonovi: Stardance.
  - Darrell Schweitzer: Každý z nás je legenda.
  - Robert Silverberg: Muž v labyrintu.
  - Srdce technopopu, antologie povídek klasiků sci-fi, sestavil Jaroslav Olša, jr.
  - Úžasné příběhy, antologie klasické americké sci-fi, sestavil Forrest J. Ackerman.
  - Stanley G. Weinbaum: Odyssea na Marsu.
  - Jack Williamson: Loď.
  - Joe Dever: Útok ze tmy, gamebook.
- 1993
  - Fredric Brown: Ten bláznivý vesmír!
  - Frank Herbert: Stvořitelé boha.
  - Hvězdy jako bozi, antologie americké sci-fi, sestavil Jaroslav Olša, jr.
  - Colin Kapp: Počátky chaosu.
  - Přestřelka na úsvitě, antologie anglofonní sci-fi, sestavil Jaroslav Olša, jr.
  - Světy science fiction, antologie americké, britské, čínské, egyptské, indické, italské, kanadské, kostarické, lužickosrbské, německé a polské sci-fi, sestavil Jaroslav Olša, jr.
  - Joe Dever: Kaltské jeskyně, Oheň na vodě, gamebooky.
- 1994
  - Robert E. Howard: Conan.
  - Od Heinleina po Aldisse, antologie povídek z období Zlatého věku science fiction, sestavil James Edwin Gunn.
  - Henry Slesar: The Best of.
  - James White: Stanice Red Cross.
  - Walter Jon Williams: Hardware
  - Joe Dever: Džungle hrůzy, Hrad smrti, Království děsu, Rokle zkázy, Stín na písku, gamebooky.
- 1995
  - John Brunner: Telepat.
  - Joe Dever a John Grant: Stíny nad řádem Kai.
  - Joe Dever a John Grant: Temno přichází.
  - Norman Spinrad: Železný sen.
  - Encyklopedie literatury science fiction, sestavili Ondřej Neff a Jaroslav Olša, jr.
  - Joe Dever: Kaltské jeskyně (2. vydání), Kotel strachu, Oheň na vodě (2. vydání), Torgarské hrobky, gamebooky.
- 1996
  - Joe Dever a John Grant: Meč Slunce
  - Harry Harrison: The Best of Harry Harrison: Zpátky na Zemi.
  - Brian Jacques: Červená pevnost.
  - Frederik Pohl: Tunel pod světem.
  - Joe Dever: Páni temnot, Prokletí z Ruelu, Zajatci času, gamebooky.
  - Harry Harrison: Krysa z nerez oceli, gamebook.
- 1997
  - Robert A. Heinlein: Dvojník.
  - Alexandr Kramer: Nezlomnej lidskej duch.
  - Robert E. Howard: Conan I. Barbar.
  - Robert E. Howard: Conan II. Dobyvatel.
  - Joe Dever: Zajatec Kaagu, gamebook.
- 1998
  - Joe Dever Křížová výprava, gamebook.
- 1999
  - Kim Stanley Robinson: Rudý Mars.